# Pingasa andamanica
Pingasa andamanica là một loài bướm đêm trong họ Geometridae.